# ブッタピエトラ
ブッタピエトラ（伊: Buttapietra）は、イタリア共和国ヴェネト州ヴェローナ県にある、人口約7,100人の基礎自治体（コムーネ）。

## 地理

### 位置・広がり

#### 隣接コムーネ
隣接するコムーネは以下の通り。
- カステル・ダッツァーノ
- イーゾラ・デッラ・スカーラ
- オッペアーノ
- サン・ジョヴァンニ・ルパトート
- ヴェローナ
- ヴィガージオ

### 気候分類・地震分類
気候分類では、zona E, 2359 GGに分類される。
また、イタリアの地震リスク階級 (it) では、zona 3 (sismicità bassa) に分類される。

## 姉妹都市
- ビゼンティ、イタリア